# Tractat Anglopersa (1919)
El tractat Anglopersa de 1919 fou un acord entre Gran Bretanya i Pèrsia (després Iran) que deixava als britànics el control sobre els afers militars i financers de Pèrsia.
Pèrsia estava de fet dividida entre Rússia i Gran Bretanya per la convenció de 1907, i els tractats secrets de Constantinoble (18 de març de 1915) entre Rússia i Gran Bretanya, que preveien que Constantinoble seria per Rússia i Gran Bretanya podria incorporar la zona neutral de Pèrsia (entre les dues zones d'influència). La revolució russa va frustrar aquests plans i el juliol de 1919 el govern Kerensky va ordenar al governador rus del nord de Pèrsia general Baratoff d'evacuar el país.
Però els britànics no van seguir el mateix camí. Al final de la guerra Gran Bretanya es va trobar amb el domini de tota Pèrsia que era considerada una zona vital per impedir l'expansió dels bolxevics. El 1918 va obligar al shah a cessar al primer ministre Nadjaf Kuli Khan Shamshan al-saltana que fou substituït pel pro britànic Mirza Hasan Khan Wuthuk al-Dawla. Els britànics van enviar llavors a Sir Percy Cox, antic resident polític al Golf, com a ministre plenipotenciari a Teheran.
L'acord fou anunciat el 9 d'agost de 1919. L'acord mai no fou ratificat pel parlament (Majlis) i segons la constitució iraniana no podia ser vàlid sense aquesta ratificació. Els britànics però el van considerar vigent i van enviar forces al país per organitzar un nou exèrcit, i també una missió financera dirigida per Armitage Smith que va passar a controlar el ministeri de Finances.
La revelació (1920) de què el primer ministre, el de finances, i el d'afers exteriors havien rebut una important quantitat per a aconseguir la ratificació, va provocar de fet el final de l'acord. El primer ministre va dimitir i el nou primer ministre Hasan Khan Musir al-Dawla el va deixar en suspens al·legant que no havia estat ratificat; el següent gabinet de Sayyid Zia al- Din Tabatabai el va anul·lar amb el vot unànime del Majlis.